# Valentín Casanova
Antonio Valentín Casanova (Córdoba, 25 de abril de 1965) es un futbolista español retirado, que ocupaba la posición de delantero.

## Carrera profesional
Comenzaría a destacar al Real Betis, con quien debuta en primera división en la temporada 87/88, en la cual disputa 9 partidos y marca dos goles, uno de ellos un gol decisivo al Real Valladolid que supusieron dos puntos fundamentales para la salvación del descenso a segunda durante esa temporada. Dicho gol fue uno de los alicientes para la creación de una peña en su honor, casi 30 años después. Peña bética "El gol de Valentín".
Durante los años siguientes, sería suplente en el conjunto andaluz, aunque gozaría de bastantes minutos. En la temporada 1990-91, juega 29 partidos marcando 2 goles, pero el Betis perdía la categoría bajando a segunda división en unos años convulsos en la entidad heliopolitana. La temporada 91/92 ficha por el Castellón, que acababa de bajar también de la máxima categoría. Es titular y marca un gol. Al año siguiente, pasa a la suplencia, pero consiguió siete goles en 17 partidos. Después de militar en el Córdoba CF, en 1995 ficha por el CF Extremadura. Con el club extremeño disputa 25 partidos, en una temporada que culmina con el histórico ascenso de los de Almendralejo a primera división.